# Грана
Гра̀на (на италиански: Grana; на пиемонтски: Gran-a, Гран-а) е село и община в Северна Италия, провинция Асти, регион Пиемонт. Разположено е на 289 m надморска височина. Населението на общината е 638 души (към 2010 г.).